# Congrès national arménien (1919)
Pour les articles homonymes, voir Congrès national arménien.
Le Congrès national arménien est un congrès qui se tient du 24 février au 22 avril 1919 à Paris et qui est chargé de déterminer les revendications de la Délégation nationale arménienne à la Conférence de la paix de Paris de 1919. 

## Historique
Le Congrès national arménien est convoqué en octobre 1918 par le dirigeant de la Délégation nationale arménienne Boghos Nubar Pacha afin de réorganiser la Délégation en vue de la Conférence de la paix de Paris de 1919. Les délégués qui en font partie sont désignés via un système de représentation des organisations arméniennes, système que l'historienne Anahide Ter Minassian juge « assez peu démocratique ». Ils sont issus des organisations de la diaspora arménienne et non des instances de la Première République d'Arménie.
Sur les 39 délégués que compte le Congrès, quatre représentent les quelque 100 000 Arméniens des États-Unis (3 dachnaks et 1 ramgavar), tandis que les communautés du Royaume-Uni, de la Suisse, de l'Italie et de la Roumanie en possèdent un chacune. D'autres pays comme la France ou la Turquie sont aussi représentés, les délégués représentant les Arméniens de Turquie formant la majorité du Congrès. On compte parmi eux des personnalités religieuses comme l'archevêque Yéghiché Dourian, politiques comme Gabriel Noradounghian ou Krikor Sinapian, intellectuelles comme Archag Tchobanian, Levon Shant ou Vahan Tékéyan. Ils se répartissent en trois courants : ceux proches de la Fédération révolutionnaire arménienne (FRA), ceux proches du parti Ramgavar et les « neutres », ces deux derniers réunissant la majorité des voix. De plus, la Délégation de la République arménienne est invitée (via Avetis Aharonian et Hamo Ohandjanian), mais les délégués du Congrès lui sont globalement hostiles. Comme le note Anahide Ter Minassian :

« De nombreux congressistes se montraient ouvertement sceptiques à l'égard de la République arménienne dont l'existence n'avait pas, à leurs yeux, une signification positive pour l'avenir de la nation. Que l'Arménie russe ait acquis son indépendance ne signifiait par pour autant qu'elle devait s'étendre aux dépens de l'Arménie turque et cette dernière devrait avoir un poids prépondérant dans une éventuelle "Arménie unifiée". »

Le Congrès siège du 24 février au 22 avril 1919 (au 3 avenue Montaigne), au même moment que la Conférence de la paix. L'un de ses premiers actes est d'approuver le Memorandum sur la question arménienne destiné à être présenté à la conférence de la paix. Il rejette toutefois la proposition des délégués de la FRA de faire de la République arménienne le « noyau de l'Arménie unifiée ».
Le Congrès rédige son propre mémorandum, intitulé Tableau approximatif des réparations et indemnités pour les dommages subis par la nation arménienne en Arménie de Turquie et dans la République arménienne du Caucase, dans lequel il donne ses estimations quant au nombre de victimes du génocide arménien et des réparations à exiger :
- il estime que sur les deux millions d'Arméniens ottomans, ce seraient 1,8 million d'âmes qui auraient été déportées, massacrées ou en exil ;
- il estime à 19 milliards de francs-or les dommages subis par les Arméniens durant la Première Guerre mondiale, dont 14,6 milliards devraient revenir aux Arméniens de Turquie.

Ce mémorandum est présenté aux Alliés et examiné par un Comité spécial chargé d'examiner le cas des nations non représentées à la Commission des Réparations des Dommages, mais cet examen n'est suivi d'aucune action.
Le Congrès national arménien élit le 2 avril 1919 une nouvelle Délégation nationale arménienne, plus large. Ainsi, toujours sous la présidence de Boghos Nubar Pacha, qui en représente la tendance « neutre » avec Abraham Ter Hagopian, elle est aussi composée de deux ramgavars en les personnes d'Archag Tchobanian et de Vahan Tékéyan, ainsi que des deux dachnaks (FRA), Armen Garo et Hagop Nevrouz. Cette dernière tendance, peu représentée au sein du Congrès et de la Délégation nationale arménienne, domine toutefois la Délégation de la République arménienne (et la République elle-même), et le choix de lui donner une place dans la nouvelle Délégation nationale menée par Boghos Nubar découle d'une volonté d’œuvrer au rapprochement des deux délégations concurrentes, voire à terme d'obtenir leur fusion, qui a déjà en partie été opérée lors de la formation de la Délégation de l'Arménie intégrale en février 1919. Le Congrès charge la Délégation nationale arménienne de faire son possible pour la fondation d'une « Arménie unifiée ».
Le Congrès forme de plus des petits comités chargés de différentes tâches, comme trouver une puissance mandataire, préférablement les États-Unis, élaborer le système de gouvernement du futur État arménien ou encore de lui rédiger une constitution. Ce dernier comité constitutionnel se réunit jusqu'en été 1919, produit une ébauche de constitution à partir des modèles américain et suisse et prévoit la nécessité d'une Assemblée constituante qui serait chargée de rédiger sa version définitive.
Le dernier jour, le 22 avril, le Congrès national arménien adresse des appels aux dirigeants des grandes puissances, Woodrow Wilson, Georges Clemenceau, David Lloyd George et Vittorio Emanuele Orlando, pour qu'ils trouvent une solution rapide à la question arménienne lors de la Conférence de la paix.

Il se clôture avec la déclaration suivante :

« Au nom de la justice, au nom de notre droit séculaire, au nom des aspirations irrésistibles des deux communautés arméniennes de Russie et de Turquie, au nom de l’inéluctable nécessité historique qui, tôt ou tard, doit triompher, nous réclamons la réunion absolue et définitive de ces deux tronçons de la même nation. Ainsi, sur la base de la formation d’un gouvernement unioniste, se clôturera l’intervention de la Délégation nationale arménienne présidée par Son Excellence Boghos Nubar premier président élu par le Congrès national arménien. »

## Publication
- Tableau approximatif des réparations et indemnités pour les dommages subis par la nation arménienne en Arménie de Turquie et dans la République arménienne du Caucase, Paris, Impr. P. Dupont, 1919, 14 p. (lire sur Wikisource)